# 旧贝尔坎
旧贝尔坎（法語：Vieux-Berquin，法語發音：[vjø bɛʁkɛ̃]）是法国上法蘭西大區北部省的一个市镇，位于该省西北部，与新贝尔坎相邻，属于敦刻尔克区。

## 地理
旧贝尔坎（50°41'41"N, 2°38'40"E）面积25.96 平方千米，位于法国上法蘭西大區北部省，该省份为法国最北部的省份及最长的省份，西北濒北海，西接加来海峡省，南至埃纳省和索姆省，东与比利时接壤。
与旧贝尔坎接壤的市镇（或旧市镇、城区）包括：普拉代勒、巴約勒、博尔、勒杜略、阿兹布鲁克、梅里斯、梅维尔、莫尔贝克、新贝尔坎、斯特拉泽勒。

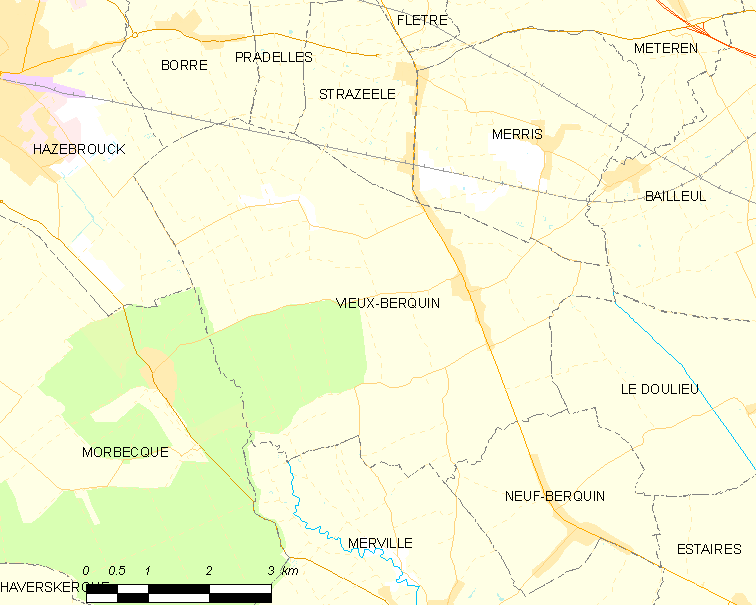
旧贝尔坎的OSM定位图

旧贝尔坎的时区为UTC+01:00、UTC+02:00（夏令时）。

## 行政
旧贝尔坎的邮政编码为59232，INSEE市镇编码为59615。

## 政治
旧贝尔坎所属的省级选区为巴约勒县。

## 人口

1962-2008年间旧贝尔坎人口变化图示

旧贝尔坎于2022年1月1日时的人口数量为2641人。